# Stylops erigeniae
Stylops erigeniae är en insektsart som beskrevs av Pierce 1918. Stylops erigeniae ingår i släktet Stylops och familjen stekelvridvingar. Inga underarter finns listade i Catalogue of Life.